# Гауф, Иоганн Кристиан
Иоганн Кристиан Гауф (нем. Johann Christian Hauff; 8 сентября 1811, Франкфурт-на-Майне — 30 апреля 1891, Франкфурт-на-Майне) — немецкий композитор и музыкальный педагог.
Автор симфоний, концертов, сонат, хоровых и вокальных произведений; критика, в частности, сочувственно встретила его Нонет (1860). В 1849 г. вместе с Генрихом Хенкелем основал во Франкфурте музыкальную школу, где среди его учеников были Фридрих Гернсхайм, Адольф Розенбекер, Реджинальд Де Ковен, Вильгельм Хилль, Адриенна Пешель и другие.
Важнейший педагогический труд Гауфа — пятитомная «Теория музыки» (нем. Die Theorie der Tonsetzkunst; 1863—1883).